# Szepessy Róbert
Szepessy Róbert (Budapest, 1985. augusztus 12. –) magyar labdarúgó, középpályás és csatár posztokon is szokott játszani.

## Pályafutása
A Margiszigeti AC és az MTK voltak az első utánpótláscsapatai, majd Dunaújvárosba igazolt, ahol bemutatkozott a felnőttek közt is a 2004–2005-ös másodosztályú bajnokságban. Debütáló szezonjában 9 mérkőzésen 1 gólt szerzett. A következő szezonban alapemberré vált, a legtöbb mérkőzésen lépett pályára a csapatából, a házi góllövőlistán a második helyen végzett. 2006 nyarán eligazolt a szintén NB II-es Soroksár SC csapatához, ahol a 13 fellépésén 2 gólt lőtt.
Fél után visszatért Dunaújvárosba, ahol az idény hátralévő felében 12 mérkőzésen 3 gólt szerzett. A következő szezont 22 lejátszott mérkőzéssel és 2 góllal zárta. 2009-ben megszűnt a DFC, így Szepessy is szabadon igazolhatóvá vált.
2009 nyarán igazolt a Kaposvári Rákóczi FC csapatához. Itt debütált az NB I-ben 2009. október 3-án a Videoton FC ellen 2–0-ra elveszített bajnokin.
2010 januárjában súlyosabb sérülést szenvedett, hosszabb rehabilitációs időszakot követően májusban térhetett vissza. Visszatérése utáni második meccsén megszerezte első gólját az NB I-ben a 2010. május 17-én lejátszott KTE ellen 3–1-re elvesztett mérkőzésen.